# Coma-Superhaufen
Der Coma-Superhaufen ist eine riesige Struktur von vielen tausend Galaxien, die sich in Richtung der Sternbilder Coma (Haar der Berenike) und Löwe befindet.  

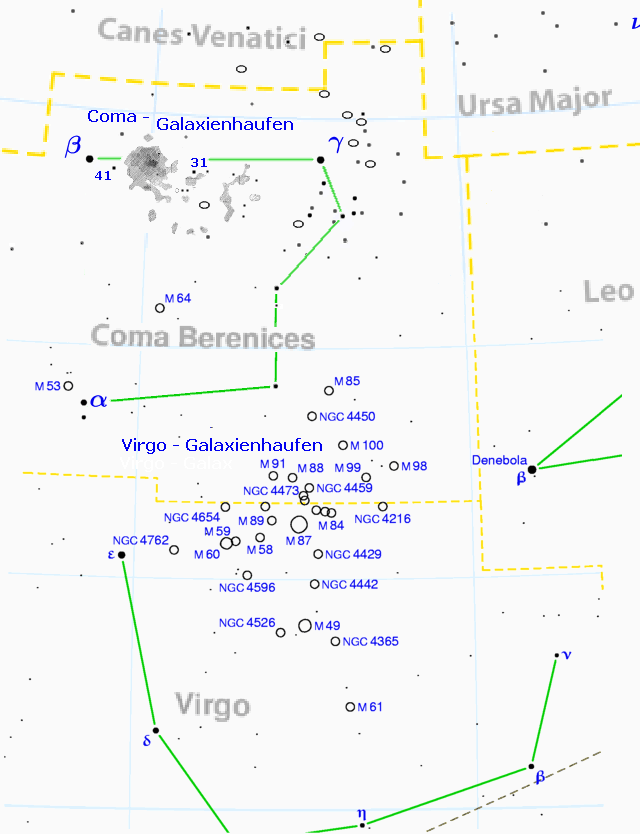
Sternbilder Coma und Virgo mit den Konturen des Coma-Haufens (oben, nach Max Wolf 1901) und den hellsten Galaxien des Virgohaufens.

Der Großteil des Coma-Superhaufens besteht aus den zwei Galaxienhaufen Abell 1656 und Abell 1367. Sie werden in der Astronomie aber meist als Coma- bzw. Leo-Galaxienhaufen bezeichnet und stehen etwa 310 und 290 Millionen Lichtjahre von uns entfernt. Die beiden "Cluster" (engl.) von Coma und Leo sind durch eine "Brücke" von Galaxien miteinander verbunden, möglicherweise existiert auch eine "Brücke" in unsere Richtung.
Der am Himmel benachbarte, fünfmal nähere Virgo-Galaxienhaufen im Sternbild Virgo ist ebenfalls Bestandteil eines Superhaufens (Virgo-Superhaufen), zu dem auch unsere Milchstraße und ihre "Lokale Gruppe" gehört. Viele Galaxienforscher deuten diese zwei Großstrukturen als zusammenhängend, weil sie durch eine lange Galaxienbrücke in Form eines Filaments miteinander in Verbindung stehen dürften, und sprechen vom Coma-Virgo-Superhaufen.